# Henning Rasmussen
Henning Peter Kruse Rasmussen (* 26. Mai 1926 in Viborg; † 4. März 1997 in Esbjerg) war ein dänischer Politiker der Socialdemokraterne, der von 1960 bis 1964 sowie erneut zwischen 1981 und 1994 Mitglied des Parlaments (Folketing) war. Er war ferner zwischen 1979 und 1982 Innenminister und zugleich von 1979 bis 1981 Justizminister sowie von 1993 bis 1994 Parlamentspräsident.

## Leben
Henning Peter Kruse Rasmussen, Sohn des Elektrikers Ejvind Rasmussen und der Tabakarbeiterin Petra Rasmussen, besuchte von 1933 bis 1941 die Vestre Skole in Viborg und begann er 1944 ein Lehramtsstudium der Mathematik und Naturwissenschaften an der Viborg Katedralskole. Er war zwischen 1944 und 1953 Mitglied der Sozialdemokratischen Jugend DSU (Danmarks Socialdemokratiske Ungdom) sowie von 1946 bis 1953 und erneut von 1954 bis 1955 Mitarbeiter des Statistischen Amtes und des Finanzamtes von Aarhus und absolvierte zwischenzeitlich von 1953 bis 1954 einen Studienaufenthalt in England. Während er zwischen 1955 und 1959 als Lehrer an der Volkshochschule Esbjerg war, schloss er 1957 ein postgraduales Studium der Wirtschaftswissenschaften an der Universität Aarhus als Candidatus oeconomices ab, und fungierte von 1959 bis 1960 als Sekretär des Wirtschaftsrates der Arbeiterbewegung AE (Arbejderbevægelsens Erhvervsråd), eine Mischung aus Forschungseinrichtung, Lobbyorganisation, Denkfabrik und Analyseinstitut im statistischen Bereich mit Verbindungen zur Gewerkschaftsbewegung und der Sozialdemokratie. Sein politisches Engagement für die Socialdemokraterne begann er in der Kommunalpolitik und war zwischen 1958 und 1959 erstmals Mitglied des Stadtrates von Esbjerg.
Bei der Folketingswahl am 15. November 1960 wurde Rasmussen für die Sozialdemokraten im Wahlkreis „Ribe Amtskreds“ erstmals zum Mitglied des Parlaments (Folketing) gewählt und gehörte diesem bis zum 21. September 1964 an. Zugleich war er zwischen 1962 und 1979 erneut Mitglied des Stadtrates von Esbjerg und übernahm zudem 1964 den Posten des Bürgermeisters von Esbjerg, welchen er bis 1979 innehatte. Zugleich war er von 1964 bis 1979 Vorstandsmitglied der Sozialdemokratischen Partei in Esbjerg. Daneben war er zwischen 1964 und 1970 Vorstandsmitglied von I/S Vestkraft, des heutigen Kohlekraftwerkes Esbjerg, dessen stellvertretender Vorsitzender er von 1966 bis 1970 war. Zudem fungierte er von 1966 bis 1979 als Mitglied des dänischen Statistikamtes (Danmarks Statistik) und zwischen 1966 und 1970 als Vorstandsmitglied des dänischen Kaufmannsverbandes (Den Danske Købstadsforening), dessen Vorsitzender er von 1967 bis 1970 war. Er war ferner zwischen 1967 und 1971 Mitglied der Kommunalreformkommission sowie von 1970 bis 1973 Vorstandsvorsitzender von Kommunedata KMD, IT-Unternehmen, das Software- und Servicelösungen für die Kommunal-, Landes- und Geschäftssegmente in Dänemark sowie ausgewählte Segmente in Skandinavien entwickelt und liefert, und zeitgleich Vorstandsvorsitzender von Kommunekemi, die 1971 mit Hauptsitz in Nyborg gegründete erste dänische Aufbereitungsanlage für gefährliche Abfälle. Er war des Weiteren zwischen 1970 und 1978 Mitglied des Rates von Ribe Amt sowie von 1970 bis 1973 und erneut zwischen 1978 und 1979 Vorsitzender des Nationalen Gemeindeverbandes (Kommunernes Landsforening) sowie zeitgleich Vorsitzender der Kommunalhochschule (Den Kommunale Højskole).
Am 26. Oktober 1979 wurde Henning Rasmussen als Innenminister (Indenrigsminister) in die Regierung Jørgensen IV berufen und bekleidete dieses Ministeramt vom 30. Dezember 1981 bis zum 10. September 1982 auch in der Regierung Jørgensen V. Er war außerdem vom 26. Oktober 1979 bis zu seiner Ablösung durch Ole Espersen am 20. Januar 1981 auch Justizminister (Justitsminister) in der Regierung Jørgensen IV.
Bei der Folketingswahl am 8. Dezember 1981 wurde Rasmussen im Wahlkreis „Ribe Amtskreds“ erneut zum Mitglied des Folketing gewählt und gehörte diesem nunmehr bis zum 21. September 1994 an. Während seiner Parlamentszugehörigkeit war er zwischen 1984 und 1987 zunächst Vorsitzender des Kommunalverwaltungsausschusses des Folketing und daraufhin von 1987 bis 1990 Finanzpolitischer Sprecher der Fraktion der Sozialdemokraten. Er war vom 10. Januar 1989 bis zum 4. Oktober 1994 Mitglied des Präsidiums des Folketing. Als Nachfolger von Hans Peter Clausen von Det Konservative Folkeparti übernahm Rasmussen am 5. Oktober 1993 das Amt als Folketingets formand und bekleidete damit bis zum 4. Oktober 1994 das Amt des Parlamentspräsidenten, woraufhin sein Parteifreund Erling Olsen ihn in diesem Amt ablöste.